# Zsolnay

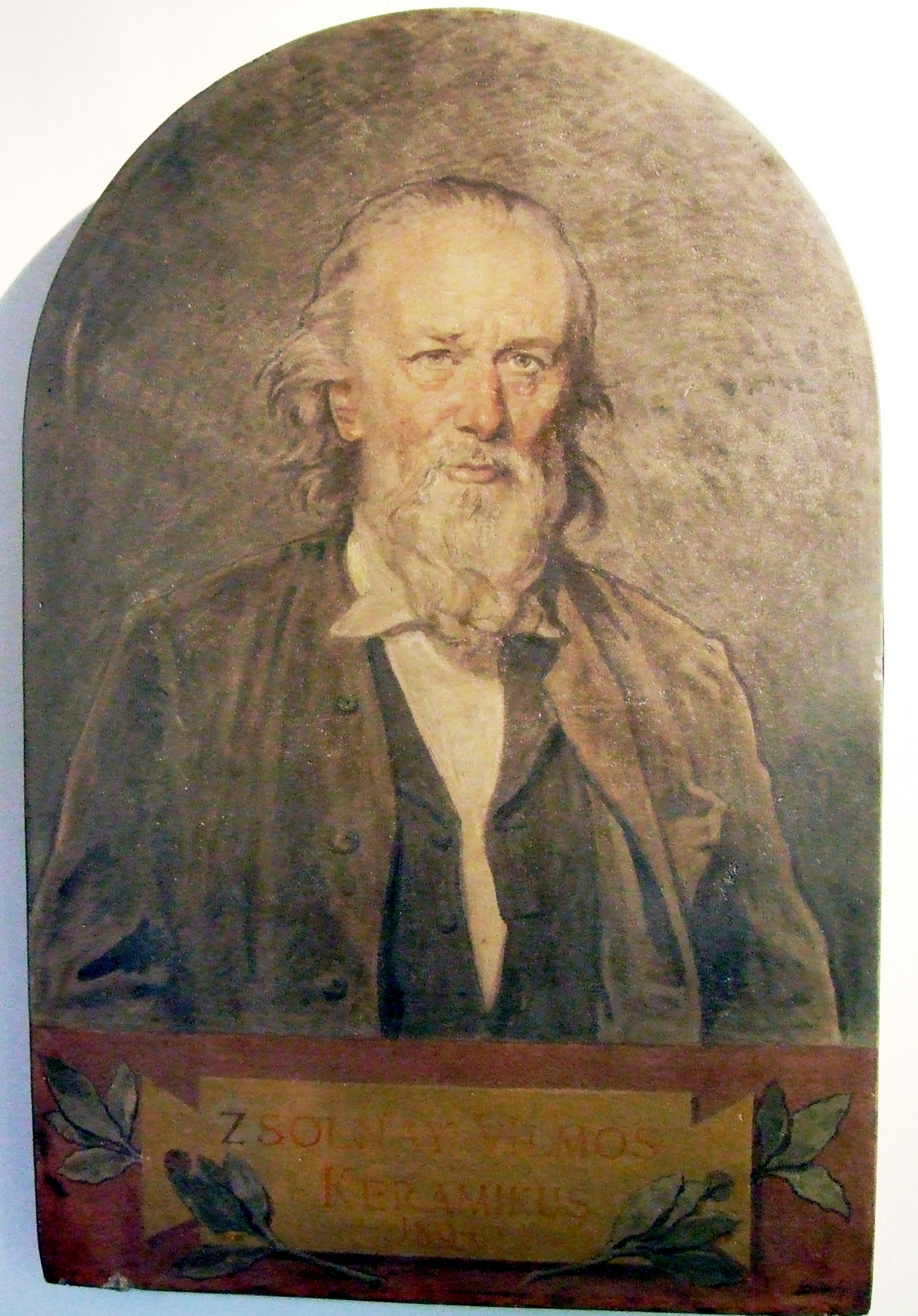
Vilmos Zsolnay

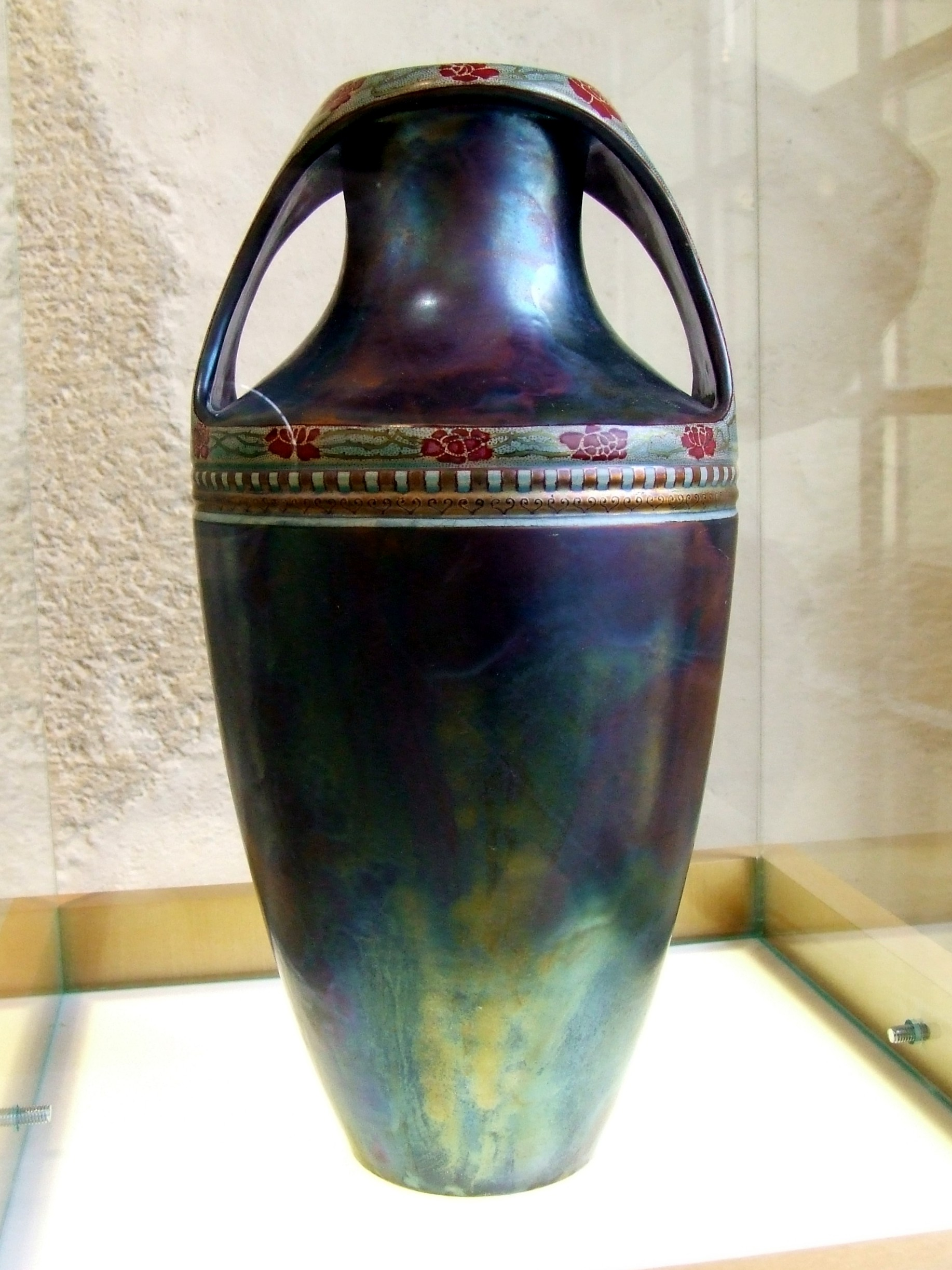
Zsolnayvas med eosinglasyr

Zsolnay på ungerska Zsolnay Porcelánmanufaktúra Zrt är en porslinsfabrik i Pécs i Ungern. Zsolnay är framför allt känd för sin eosinglaserade jugendkeramik.

## Historia
Zsolany porslinsfabrik grundades 1853 av Miklós Zsolnay (1800 - 1880) för att producera stengods. Sonen Vilmos Zsolnay (1828-1900) började vid företaget 1863 och blev senare ledare för företaget under många år. Genom sina innovativa produkter och tekniker fick företaget stort internationellt erkännande vid världsutställningen i Wien 1873 och i Paris 1878 där Zsolnay erhöll ett Grand Prix.
Den s.k. eosinglasyren introducerades 1893 och blev ett kännetecken för Zsolnays keramik.